# Warhorse Studios
Warhorse Studios s.r.o. je české vývojářské studio zabývající se tvorbou počítačových her. Založeno bylo v roce 2011 několika vývojáři, kteří předtím působili ve vývojářských studiích jako 2K Czech, ALTAR Games, Bohemia Interactive Studio nebo Codemasters.
Vlastníkem firmy byl kontroverzní finančník Zdeněk Bakala (70% podíl) a vývojáři Daniel Vávra (17 %) a Martin Klíma (13 %). Sídlem studia se navíc stal komplex Forum Karlín, vlastněný Bakalou. V únoru 2019 firmu koupila rakouská společnost Koch Media, dceřiná společnost nadnárodní korporace Embracer Group, jež za 100% podíl zaplatila 41,8 milionu eur, v přepočtu 1,1 miliardy korun (de facto se jedná o roční příjem studia, neboť prodalo 2 miliony kusů hry a 500 tisíc různých DLC).
Dne 13. února 2018 studio po několikaletém vývoji vydalo open-world RPG s názvem Kingdom Come: Deliverance, jež se odehrává v roce 1403 v Čechách. Jedná se o jejich první vydanou hru a s jejím financováním pomohli také samotní hráči pomocí crowdfundingu skrze portál Kickstarter. Tam vývojářům vydělala zhruba 31,5 milionu korun.
Dne 18. dubna 2024 bylo oznámeno pokračování s názvem Kingdom Come: Deliverance II, které vyšlo 4. února 2025.

## Vytvořené hry
| Rok  | Název                        | Platformy                                                   | Vydavatel                     |
| ---- | ---------------------------- | ----------------------------------------------------------- | ----------------------------- |
| 2018 | Kingdom Come: Deliverance    | Microsoft Windows, PlayStation 4, Xbox One, Nintendo Switch | Warhorse Studios, Deep Silver |
| 2025 | Kingdom Come: Deliverance II | Microsoft Windows, PlayStation 5, Xbox Series X/S           | Deep Silver                   |